# Maria Chantal Miller
Maria Chantal Miller (em inglês: Marie Claire Chantal Miller; Londres, 17 de setembro de 1968) é a esposa de Paulo, Príncipe Herdeiro da Grécia. O casamento aconteceu em 1 de julho de 1995, na Catedral de Santa Sofia, em Londres. Juntos eles têm 5 filhos. Após a boda, Maria recebeu o título de Princesa da Grécia.

## Primeiros anos
Maria Chantal nasceu na cidade de Londres na Inglaterra, filha da equatoriana Maria Clara Pesantes Becerra e do bilionário estadunidense Robert Warren Miller.
Ela foi batizada na fé católica na Catedral de São Patrício na capital nova-iorquina pelo até então Arcebispo de Nova York, Cardeal John O'Connor, com a princesa Donatella Missikoff Flick servindo como a sua madrinha
Ela tem uma irmã maior, Pia Getty (nascida em 1966), que é ex-esposa de Christopher Getty entre 1992 e 2005. E também uma irmã mais nova, a ex-princesa Alexandra von Fürstenberg (nascida em 1972), ex-esposa do príncipe Alexandre von Fürstenberg.

## Primeira educação e educação superior
Marie-Chantal foi criada na cidade Hong Kong, local de trabalho de seu pai, onde frequentou a escola primária e aos 9 anos atendeu o famoso e renomado colégio particular interno Instituto Le Rosey, localizado na Suíça.
Em 1982, transferiu-se para a Escola Bilíngue em Paris e depois foi para a Escola de Mestres em Nova York, que era então apenas para meninas. Depois de se formar no ensino secundário, ela participou na Academia de Artes por um ano. Ela começou uma licenciatura em História da Arte na Universidade de Nova York em 1993, mas desistiu um ano depois, após o príncipe Paulo, Príncipe Herdeiro da Grécia a pedir em casamento durante uma féria de esqui na cidade de Gstaad na Suíça, durante o natal de 1994.

## Carreira
Em 2001, Maria Chantal abriu a Chantal LLC, loja especializada em roupas infantis, para a qual ela mesma desenha a sua própria linha de roupas de luxo para crianças e acessórios.
Ela também escreveu e ilustrou "The Frog Prince", o primeiro de uma série de contos de fadas.
Maria Chantal faz parte do conselho da School of American Ballet e do Centro Médico Animal. Ela também é co-fundadora da Venetian Patrimônio e co-presidente do mundo em harmonia.

## Casamento e filhos
Em 1995, Marie-Chantal ficou noiva do príncipe Paulo, Príncipe Herdeiro da Grécia.
Em 22 de maio de 1995, ela converteu-se a partir do catolicismo romano à ortodoxia grega em uma cerimônia realizada na Greek Orthodox Cathedral of St Paul, localizada na cidade de Nova Iorque. Ela recebeu um cabochon de corte e safira em forma de coração de diamante como anel de noivado do príncipe Paulo.
O casamento foi planeado por Lady Elizabeth Anson e Isabell Robert.

## Casamento
Em 01 de Julho de 1995, aconteceu a cerimônia de casamento na Greek Orthodox Cathedral of the Divine Wisdom, na cidade de Londres. Marie-Chantal usava um vestido da grife Valentino. Estiveram presentes muitos membros da realeza europeia e dez membros do partido político grego Nova Democracia (da Grécia). O casamento foi transmitido ao vivo na Grécia levando a um aumento do apoio público para a restauração da monarquia da Grécia.
A família vive entre a cidade de Londres e a cidade de Nova York, e também possuem casa de verão em Bahamas, onde passam tradicionalmente a pascoá, eventuais natais e anos novos, eles também visitam a Grécia com frequência. Quando os filhos eram pequenos, viviam na cidade de Nova York nos Estados Unidos, mas mudaram-se para a cidade de Londres na Inglaterra para viver perto da família do marido.
Eles se reestabeleceram novamente na cidade de Nova York quando os filhos mais velhos ingressaram na faculdade, e também porque Marie Chantal estava insatisfeita com a imprensa local, dos quais receberam críticas pela festa de luxo que organizaram para a filha a princesa Maria Olympia da Grécia e Dinamarca em uma época de recessão econômica em setembro de 2017.
Maria Chantal e o seu marido têm cinco filhos:
- Princesa Maria Olympia da Grécia e Dinamarca, nascida em 25 de julho de 1996 em Nova York;
- Príncipe Constantine Alexio da Grécia, nascido em 29 de outubro de 1998 em Nova York;
- Príncipe Achileas Andreas  da Grécia e Dinamarca, nascido em 12 de agosto de 2000 em Nova York;
- Príncipe Odysseas Kimon  da Grécia e Dinamarca, nascido em 17 setembro de 2004 em Londres;
- Príncipe Aristides Stavros  da Grécia e Dinamarca, nascido em 29 de junho de 2008 em Los Angeles.

Em 2018, apareceu em veículos internacionais, causando reações mistas por ter publicamente criticado negativamente a prima de seu marido, a atual rainha consorte Letizia da Espanha em um suposto incidente entre Letizia e a sua sogra, a rainha consorte emérita Sofia da Grécia e Dinamarca, Consorte da Espanha.

## Títulos, honras, estilos e armas
Os seus títulos e tratamentos:

Padrão do Príncipe Herdeiro da Grécia

- 1968 - 1995: Senhorita Maria Chantal Miller
- 1995 - presente: Sua Alteza Real a Princesa da Grécia, Princesa da Dinamarca e Duquesa de Esparta